# Benedict (Familienname)
Benedict ist ein englischer Familienname.

## Namensträger
- Amy Benedict (* 1964), US-amerikanische Schauspielerin
- Benjamin Benedict (* 1972), deutscher Filmproduzent
- Brooks Benedict (1896–1968), US-amerikanischer Schauspieler
- Calvert P. Benedict (1924–2011), US-amerikanischer Generalmajor
- Charles Benedict (Sportschütze) (1867–1952), US-amerikanischer Sportschütze
- Charles B. Benedict (1828–1901), US-amerikanischer Politiker
- Christian Benedict (* 1976), deutscher Humanbiologe, Neurowissenschaftler und Oekotrophologe
- Claire Benedict (* 1951), britische Schauspielerin
- Clare Benedict (1870–1961), US-amerikanische Autorin und Mäzenin
- Cleve Benedict (* 1935), US-amerikanischer Politiker
- Clint Benedict (1892–1976), kanadischer Eishockeyspieler
- Dirk Benedict (* 1945), US-amerikanischer Schauspieler
- Ed Benedict (1912–2006), US-amerikanischer Trickfilmer
- Enella Benedict (1858–1942), US-amerikanische Landschaftsmalerin
- Francis Gano Benedict (1870–1957), US-amerikanischer Physiologe
- Hans Benedict (Journalist) (1925–1997) österreichischer Journalist
- Hans-Jürgen Benedict (* 1941), deutscher Theologe und Friedensforscher
- Helen Benedict (* 1952), US-amerikanische Journalistin und Schriftstellerin
- Henry S. Benedict (1878–1930), US-amerikanischer Politiker
- Hermann Benedict (1862–nach 1902), deutscher Theaterschauspieler
- Hiram Hudson Benedict (1901–1984), amerikanischer Architekt
- Jay Benedict (1951–2020), US-amerikanischer Schauspieler
- Jay Leland Benedict (1882–1953), US-amerikanischer Militär, General der US Army
- Jörg Benedict (* 1966), deutscher Rechtswissenschaftler
- Joseph Benedict (1809–1880), Mitglied der Frankfurter Nationalversammlung
- Julius Benedict (1804–1885), britischer Komponist und Kapellmeister
- Manson Benedict (1907–2006), US-amerikanischer Chemiker und Kerntechniker
- Marie Benedict (* 1973), US-amerikanische Schriftstellerin
- Nick Benedict (1947–2023), US-amerikanischer Schauspieler
- Paul Benedict (1938–2008), US-amerikanischer Schauspieler
- Peter Benedict (* 1963), österreichischer Schauspieler
- Peter C. Benedict (1930–2016), deutscher Journalist
- Richard Benedict (1920–1984), italienisch-amerikanischer Schauspieler und Regisseur
- Rob Benedict (* 1970), US-amerikanischer Schauspieler
- Rosemarie Wildi-Benedict (1924–2010), Pädagogin, Übersetzerin und Autorin
- Ruth Benedict (1887–1948), US-amerikanische Anthropologin
- Sumner Benedict (1867–1952), US-amerikanischer Sportschütze
- Suzan Rose Benedict (1873–1942), US-amerikanische Mathematikerin und Hochschullehrerin
- Stanley Benedict (1884–1936), US-amerikanischer Chemiker
- Traugott Friedrich Benedict (1756–1833), deutscher Pädagoge und Philologe
- Traugott Wilhelm Gustav Benedict (1785–1862), deutscher Mediziner und Hochschullehrer
- Volker Müller-Benedict (* 1952), deutscher Statistiker
- William S. Benedict (1909–1980), US-amerikanischer Astrophysiker